# やままる
『やままる』は、NHK山形放送局の総合テレビで2017年4月3日から放送されている平日夕方の『NHKニュース』のローカルニュース情報番組である。前番組は『ニュースやまがた6時』。

## 放送時間
- 平日 18:10 - 19:00

※祝日・年末年始・オリンピック開催期間中の特別編成時には休止。祝日・年末年始には18:45 - 18:59（年末年始は18:50 - 19:00）に拠点の仙台放送局から『東北地方のニュース』を、オリンピック開催期間中には18:45から『ニュース645』をそれぞれ放送。
2023年6月5日より、NHKプラスの『ご当地プラス（東北エリア）』において見逃し配信を開始した。

## 現在の出演者
- 羽隅将一（隔週キャスター担当、2023年4月3日 - ）[注 2]
- 伊藤亮太（隔週キャスター担当、2025年3月31日 - ）
- 齋藤はるか（リポーター 2022年4月4日 - 2023年3月30日、→隔週サブ担当 2023年4月3日 - ）
- 小川あんず（隔週サブ、2024年4月8日 - ）
- 小林奈央（リポーター、2025年3月31日 - ）
- 丹野つぐみ（スポーツ、2024年4月1日 - ）
- 長谷川麻衣（2021年3月29日 - 、気象情報担当）（オフィス気象キャスター所属の気象予報士）

## 過去の出演者
| 期間      | 期間      | メインキャスター  | サブキャスター      | サブキャスター      | リポーター                   | スポまる   | 気象情報   |
| 期間      | 期間      | メインキャスター  | 月 - 水             | 木・金              | リポーター                   | スポまる   | 気象情報   |
| --------- | --------- | ----------------- | ------------------- | ------------------- | ---------------------------- | ---------- | ---------- |
| 2017.4.3  | 2018.3.30 | 中谷文彦          | 木下愛季子          | 木下愛季子          | 畠山彩子                     | 岩内美優   | 不明       |
| 2018.4.2  | 2019.3.29 | 中谷文彦          | 木下愛季子          | 木下愛季子          | 諏訪里枝 畠山彩子 渡邊晶子   | 岩内美優   | 福嶋アダム |
| 2019.4.1  | 2020.3.27 | 中谷文彦          | 木下愛季子          | 木下愛季子          | 畠山彩子 渡邊晶子            | 岩内美優   | 福嶋アダム |
| 2020.3.30 | 2021.3.26 | 金子峻            | 阿部千明 野口葵衣   | 阿部千明 野口葵衣   | 岩内美優 木下愛季子 野田奈那 | 石塚綾乃   | 福嶋アダム |
| 2021.3.29 | 2022.4.1  | 金子峻            | 阿部千明 木村奈央   | 阿部千明 木村奈央   | 我孫子明里 野田奈那          | 石塚綾乃   | 長谷川麻衣 |
| 2022.4.4  | 2023.3.24 | 金子峻            | 山田真夕 木村奈央   | 山田真夕 木村奈央   | 齋藤はるか 野田奈那          | 石塚綾乃   | 長谷川麻衣 |
| 2023.3.26 | 2023.3.30 | 羽隅将一          | 山田真夕 木村奈央   | 山田真夕 木村奈央   | 齋藤はるか 野田奈那          | 石塚綾乃   | 長谷川麻衣 |
| 2023.4.3  | 2024.3.29 | 羽隅将一 山田真夕 | 木村奈央 齋藤はるか | 木村奈央 齋藤はるか | 野田奈那                     | 石塚綾乃   | 長谷川麻衣 |
| 2024.4.1  | 2025.3.21 | 羽隅将一 山田真夕 | 小川あんず          | 齋藤はるか          | 石塚綾乃                     | 丹野つぐみ | 長谷川麻衣 |
| 2025.3.24 | 2025.3.28 | 羽隅将一          | 小川あんず          | 齋藤はるか          | 石塚綾乃                     | 丹野つぐみ | 長谷川麻衣 |
| 2025.3.31 | 現在      | 羽隅将一 伊藤亮太 | 小川あんず          | 齋藤はるか          | 小林奈央                     | 丹野つぐみ | 長谷川麻衣 |

## テーマ曲
- 初代 放送開始 - 2020年3月27日
  - A day To Remember（テーマ曲）作曲：柏木広樹[3]
  - Safflower Garden（気象情報時）作曲：柏木広樹[3]
- 2代目 2020年3月30日 - 
  - fox capture plan「やままる オープニングテーマ」[4]

## 備考
- 2020年3月30日の放送分から番組ロゴ、オープニング、スタジオのセットおよびテロップ、番組テーマ曲が変更になった。
- 2022年4月4日の放送分から、ニューステロップが2020年度からの全国ニュースのフォーマットに変更となった。
- 2024年3月4日の放送分から、スタジオがバーチャルセットになった。
- 2024年4月1日の放送分から、番組OPが変更し、ニューステロップが2023年度から全国ニュースで採用されているユニバーサルデザインのフォーマットに変更された。また、フォントもニュース項目、基本テロップがフォントワークスのニューロダン、氏名テロップがロダンNTLGとバラバラだったが、共通してモリサワのUD新ゴに変更となった[独自研究?]。

## やままる845
『やままる845』（やままるはちよんご）は平日 20:45 - 21:00に放送される。当該枠は2020年3月27日までは『ニュース845やまがた』として放送されていた。 

### 番組内容
- 山形県内のニュース
- リポート
- 気象情報

### 放送時間
- 祝日・年末年始を除く平日 20:45 - 21:00（祝日・年末年始には20:55 - 21:00に拠点の仙台放送局から『ニュース・気象情報（東北地方）』を放送する＜毎年12月31日を除く＞）
- なお、通常平日編成日あっても春の大型連休・お盆期間中などには休止し、代わりに同時間帯で拠点の仙台放送局から『ニュース・気象情報（東北地方）』を放送する。

### キャスター
- 原則として、NHK山形放送局のアナウンサー・キャスターが交代（シフト）で務める。

### 気象予報士
- 長谷川麻衣（緊急時のみ出演）

### 過去
- 福嶋アダム（気象予報士）

## やままるサタデー・やままるサンデー
『やままるサタデー』・『やままるサンデー』は、2025年4月5日から放送する土日版の『やままる』土日 18:45 - 18:58:55。
2020年3月27日まで『ニュース645』として放送していたが、2020年4月4日からは仙台放送局から『東北地方のニュース・気象情報』を放送していた。山形局での土日のニュース枠が復活するのは5年ぶりである。

### 番組内容
- 山形県内のニュース
- 今週のやままる（土曜）
- 記者特集（日曜）
- 気象情報
  - 18:52 - 18:55 東京から全国の天気
  - 18:55 - 18:58:55 山形県内の気象情報

### 放送時間
- 祝日・年末年始を除く土日 18:45 - 18:58:55（祝日・年末年始には同時間帯（年末年始には18:50 - 19:00）に拠点の仙台放送局から『ニュース・気象情報（東北地方）』を放送）

### キャスター
- 原則として、NHK山形放送局のアナウンサー・キャスターが交代（シフト）で務める。

### 気象予報士
- 長谷川麻衣（緊急時のみ出演）